# Cérizols
 Cérizols  es una población y comuna francesa, en la región de Mediodía-Pirineos, departamento de Ariège, en el distrito de Saint-Girons y cantón de Sainte-Croix-Volvestre.

## Demografía
| 206 | 190 | 175 | 156 | 145 | 138 |
| Para los censos de 1962 a 1999 la población legal corresponde a la población sin duplicidades (Fuente: INSEE [Consultar]) |     |     |     |     |     |